# Sarrasani A 375
|  | Denne artikel er oprettet af botten Steenthbot ud fra en ekstern database. Den kan derfor have sproglige fejl eller mangler. Denne skabelon kan fjernes efter kontrol af indholdet. |

Sarrasani A 375 er en dansk dokumentarisk optagelse fra 1915.

## Handling
Optagelser af den tyske cirkustrup Sarrasani, som er hyret ind til en filmoptagelse - "Maharadjahens Yndlingshustru" (1917) med Carlo Wieth, som ses i optagelsen - hos Nordisk Films Kompagni i Valby.

## Medvirkende
- Carlo Wieth